# Torcuato Di Tella
Torcuato Di Tella (Capracotta, Italia; 1892-Argentina; 1948) fue un industrial y filántropo italiano establecido en Argentina.

## Biografía
Torcuato Di Tella nace en Capracotta, en la región de Molise, Italia, en 1892. Llega a la Argentina con 13 años y se establece en Buenos Aires. En 1910, una ley obligaba a las panificadoras a emplear máquinas amasadoras. Una huelga de los obreros de la panificación en 1911 acicatea el ingenio de Di Tella, quien inventa una máquina amasadora de pan. Para aquel año Torcuato ya las tenía en etapa de producción, tras crear la empresa industrial Compañía Allegrucci junto a los hermanos homónimos.  
Di Tella lucha en el ejército italiano durante la Primera Guerra Mundial. A su regreso, se inscribe en la Universidad de Buenos Aires, obteniendo un título en Ciencias Exactas en 1921. Siendo el principal fabricante argentino de maquinaria de panificación y elaboración de pasta en la década de 1920, y gracias a su amistad con Enrique Mosconi, director de la entonces novel YPF, tiene como resultado un contrato para la fabricación de bombas de extracción de petróleo, oleoductos y surtidores de combustible. En 1928 compra la totalidad de la Compañía Allegrucci, se expande en Avellaneda y la renombra Sistema Industrial de Amasadoras Mecánicas, o simplemente SIAM. haciendo de SIAM una fábrica importantísima en la Argentina y Sudamérica.
Una de las consecuencias del golpe militar de 1930 fue la rescisión de dicho contrato; sin embargo, Di Tella apunta a convertir su nueva fábrica en Piñeyro en una planta de fabricación de maquinaria industrial y electrodomésticos. Se convierte en el empleador de 10 000 obreros, y también en el mayor conglomerado industrial latinoamericano de su época.
Di Tella se casó con otra inmigrante italiana, María Robiola, con quien tuvo dos hijos, Torcuato y Guido di Tella. 
Fue un decidido antifascista, ayudando a víctimas del fascismo en Italia e impulsando la oposición a Benito Mussolini. También representó a la Argentina en numerosas conferencias de la OIT. Fue docente de economía y gerencia de empresas en la UBA desde 1944 y, si bien nunca tuvo cargos políticos, elaboró borradores de muchas leyes en materia de seguridad laboral.
Torcuato di Tella fallece en 1948, a los 56 años; por deseo suyo, sus dos hijos ingenieros tomaron el control de SIAM, renombrándola Siam Di Tella. La empresa continuó creciendo y en los años 1960 era famosa por sus automóviles (produjo 28.000 unidades entre 1962 y 1966) y sus refrigeradores SIAM (de los cuales se fabricaron más de 500.000). La competencia de empresas extranjeras, la cambiante política del gobierno respecto del libre comercio, y las vicisitudes de la economía de Argentina, terminaron llevando a la empresa a la bancarrota en 1972 cuando la misma fue nacionalizada por la abultada deuda que la misma mantenía con el Estado, tanto en créditos impagos como en impuestos adeudados. Ya en manos del Gobierno la fábrica siguió produciendo. Finalmente la empresa fue desmembrada y vendida a grupos empresarios privados en 1986, no obstante, casi nada de lo que fue este gran emporio industrial llegó hasta nuestros días.
En su honor, la familia fundó en 1958 el Instituto Di Tella, organización educativa y filantrópica para la promoción de los artistas locales. También fundaron la Universidad Torcuato Di Tella en 1991, el mismo año que Guido, su hijo, se convierte en Ministro de Relaciones Exteriores de la Argentina.